# Bolesław Żygadło
Bolesław Żygadło (ur. 28 kwietnia 1931 w Grudach w gminie Kostopol, zm. 16 października 2022) – polski rolnik, poseł na Sejm PRL VI kadencji.

## Życiorys
Uzyskał wykształcenie podstawowe. Do 1945 mieszkał wraz z rodziną w Kostopolu na Wołyniu. Jego ojciec Adam w 1943 został zamordowany przez ukraińskich nacjonalistów z Ukraińskiej Powstańczej Armii. W 1945, w ramach akcji wysiedleńczej, został ulokowany wraz z matką i siostrą w Prabutach. Rozpoczął naukę w gimnazjum, przerwaną z powodu choroby. Pracował w rodzinnym gospodarstwie rolnym, a także w latach 50. społecznie w organizacjach rolniczych oraz mleczarniach. Był radnym Miejskiej Rady Narodowej w Prabutach. W 1972 uzyskał mandat posła na Sejm PRL w okręgu Iława z ramienia Zjednoczonego Stronnictwa Ludowego. Zasiadał w Komisji Rolnictwa i Przemysłu Spożywczego. Od 13 do 22 grudnia 1981 poddany internowaniu we Wrocławiu. W latach 90. przystąpił do Związku Kresowiaków w Zamościu. Członek komisji rewizyjnej Prabuckiego Stowarzyszenia Kresowiaków.

## Życie prywatne
Ożenił się z kobietą także pochodzącą z Wołynia. Zostali rodzicami trzech córek.
Pochowany na cmentarzu komunalnym w Prabutach.